# Риоло Терме
Риоло Терме (итал. Riolo Terme) је насеље у Италији у округу Равена, региону Емилија-Ромања.
Према процени из 2011. у насељу је живело 4332 становника. Насеље се налази на надморској висини од 93 м.

## Становништво
Према резултатима пописа становништва 2011. у општини је живело 5.777 становника.
| 1931. | 1936. | 1951. | 1961. | 1971. | 1981. | 1991. | 2001. | 2011. |
| ----- | ----- | ----- | ----- | ----- | ----- | ----- | ----- | ----- |
| 5.525 | 5.387 | 5.271 | 4.994 | 4.794 | 4.778 | 5.013 | 5.336 | 5.777 |